# Карл-Гайнц Бюргер
Карл-Гейнц Бюргер (нім. Karl-Heinz Bürger ; 16 лютого 1904 року, Гюстров Німецька імперія — 2 грудня 1988 року, Карлсбад ФРН) — оберфюрер СС, керівник СС і поліції на Північному Кавказі та в Центральній Італії.

## Біографія
Народився Карл-Гейнц Бюргер16 лютого 1904 року у сім'ї пекаря. 9 листопада 1923 року взяв участь у Пивному путчі.
З 1924 по 1925 роках навчався на пілота, але навчання не завершив. Бюргер покинув навчання на юридичному факультеті після того, як не склав свій перший юридичний іспит .
З 1928 року проходив програму навчання на вчителі в університетах Мюнхена, Гамбурга та Ростока. Згодом працював учителем у народній школі у Шверіні.
13 жовтня 1927 року вступив до НСДАП (квиток № 68902). З 1930 року був членом націонал-соціалістичної спілки вчителів і Гітлерюгенда.
З 1932 року був депутатом в Мекленбурзькому ландтазі. У 1933 році був зарахований до лав СС (№ 156309) . У 1935 році вступив на службу до Головного управління СС з питань раси та поселення. З листопада 1938 року по березень 1940 року перебував у штабі юнкерської школи СС у Брауншвейгу, де був учителем з ідеологічного виховання. Бюргер потім був переведений у головне управління СС, де став заступником керівника управління з навчання Иоахима Цезара.
З червня 1940 року по квітень 1941рік служив у штабі обергруппенфюрера СС Августа Хайсмайєра, де Бюргер очолював управління з освіти та економіки . Згодом був відправлений до оперативного штабу рейхсфюрера СС, де очолив 4-й відділ (ідеологічне виховання, військова підготовка, організація дозвілля у військових з'єднаннях) .
Через зловживання алкоголем він був відправлений на Східний фронт. З кінця серпня 1942 року був керівником СС і поліції на Північному Кавказі.
Зі жовтня 1942 року був керівником СС і поліції " Авдіївка ", також брав участь в антипартизанських операціях на Волині .
Від початку грудня 1943 року та до кінця війни був керівником СС і поліції в Центральній Італії.

### Після війни
Бюргер був заарештований 13 травня 1945 року у Больцано. Після звільнення з полону повернувся до Іббенбюрена і потім працював учителем у народній школі. Помер у грудні 1988 року в Карлсбаді.